# Lygniodes disparans
Lygniodes disparans là một loài bướm đêm trong họ Erebidae.